# Lada Vondrová
Lada Vondrová (ur. 6 września 1999 w Novym Měście na Moravě) – czeska lekkoatletka specjalizująca się w biegu na 400 metrów oraz biegu na 400 metrów przez płotki.
Zadebiutowała na arenie międzynarodowej w 2015 roku na Mistrzostwach świata juniorów młodszych w Cali, gdzie doszła do półfinału w biegu na 400 metrów przez płotki. Dwukrotna młodzieżowa mistrzyni Europy z 2021 roku (w biegu na 400 metrów oraz w sztafecie 4 × 400 metrów) oraz młodzieżowa wicemistrzyni Europy z 2019 roku (w biegu na 400 metrów). Uczestniczka igrzysk olimpijskich w 2020 w Tokio, gdzie osiągnęła półfinał w biegu na 400 metrów.
Złota medalistka mistrzostw Czech oraz reprezentantka kraju na drużynowych mistrzostwach Europy.

## Rezultaty
| Rok  | Impreza                                 | Miejsce     | Konkurencja                | Pozycja     | Wynik   |
| ---- | --------------------------------------- | ----------- | -------------------------- | ----------- | ------- |
| 2015 | Mistrzostwa świata juniorów młodszych   | Cali        | bieg na 400 m przez płotki | półfinał    | 1:00,84 |
| 2016 | Mistrzostwa Europy juniorów młodszych   | Tbilisi     | bieg na 400 m przez płotki | półfinał    | DNS     |
| 2016 | Mistrzostwa świata juniorów             | Bydgoszcz   | sztafeta 4 × 400 m         | 7. miejsce  | 3:37,36 |
| 2017 | Mistrzostwa Europy juniorów             | Grosseto    | bieg na 400 m przez płotki | 7. miejsce  | 59,16   |
| 2018 | Halowe mistrzostwa świata               | Birmingham  | bieg na 400 m              | półfinał    | 53,32   |
| 2018 | Halowe mistrzostwa świata               | Birmingham  | sztafeta 4 × 400 m         | eliminacje  | 3:34,90 |
| 2018 | Mistrzostwa Europy                      | Berlin      | bieg na 400 m              | eliminacje  | 53,21   |
| 2019 | Halowe mistrzostwa Europy               | Glasgow     | bieg na 400 m              | eliminacje  | 53,29   |
| 2019 | Igrzyska europejskie                    | Mińsk       | sztafeta mieszana          | 2. miejsce  | 3:17,53 |
| 2019 | Młodzieżowe mistrzostwa Europy          | Gävle       | bieg na 400 m              | 2. miejsce  | 52,40   |
| 2019 | Młodzieżowe mistrzostwa Europy          | Gävle       | bieg na 400 m przez płotki | 6. miejsce  | 57,29   |
| 2019 | Superliga drużynowych mistrzostw Europy | Bydgoszcz   | bieg na 400 m              | 5. miejsce  | 52,38   |
| 2019 | Superliga drużynowych mistrzostw Europy | Bydgoszcz   | sztafeta 4 × 400 m         | 9. miejsce  | 3:33,24 |
| 2019 | Mistrzostwa świata                      | Doha        | bieg na 400 m              | półfinał    | 52,23   |
| 2019 | Mistrzostwa świata                      | Doha        | sztafeta mieszana          | eliminacje  | 3:18,01 |
| 2021 | Halowe mistrzostwa Europy               | Toruń       | bieg na 400 m              | eliminacje  | 52,83   |
| 2021 | World Athletics Relays                  | Chorzów     | sztafeta mieszana          | eliminacje  | 3:21,05 |
| 2021 | I liga drużynowych mistrzostw Europy    | Kluż-Napoka | bieg na 400 m              | 2. miejsce  | 52,11   |
| 2021 | I liga drużynowych mistrzostw Europy    | Kluż-Napoka | sztafeta 4 × 400 m         | 3. miejsce  | 3:30,51 |
| 2021 | Młodzieżowe mistrzostwa Europy          | Tallinn     | bieg na 400 m              | 1. miejsce  | 51,19   |
| 2021 | Młodzieżowe mistrzostwa Europy          | Tallinn     | sztafeta 4 × 400 m         | 1. miejsce  | 3:30,11 |
| 2021 | Igrzyska olimpijskie                    | Tokio       | bieg na 400 m              | półfinał    | 51,62   |
| 2022 | Halowe mistrzostwa świata               | Belgrad     | bieg na 400 m              | eliminacje  | 52,94   |
| 2022 | Mistrzostwa świata                      | Eugene      | bieg na 400 m              | półfinał    | 51,47   |
| 2022 | Mistrzostwa Europy                      | Monachium   | bieg na 400 m              | półfinał    | 51,83   |
| 2022 | Mistrzostwa Europy                      | Monachium   | sztafeta 4 × 400 m         | eliminacje  | DQ      |
| 2023 | Halowe mistrzostwa Europy               | Stambuł     | bieg na 400 m              | 5. miejsce  | 51,73   |
| 2023 | Halowe mistrzostwa Europy               | Stambuł     | sztafeta 4 × 400 m         | 4. miejsce  | 3:31,26 |
| 2023 | I dywizja drużynowych mistrzostw Europy | Chorzów     | bieg na 200 m              | 11. miejsce | 23,44   |
| 2023 | I dywizja drużynowych mistrzostw Europy | Chorzów     | sztafeta mieszana          | 1. miejsce  | 3:12,34 |
| 2023 | Mistrzostwa świata                      | Budapeszt   | bieg na 400 m              | półfinał    | 51,50   |
| 2023 | Mistrzostwa świata                      | Budapeszt   | sztafeta mieszana          | 3. miejsce  | 3:11,98 |
| 2024 | Halowe mistrzostwa świata               | Glasgow     | bieg na 400 m              | półfinał    | 52,48   |
| 2024 | Halowe mistrzostwa świata               | Glasgow     | sztafeta 4 × 400 m         | eliminacje  | 3:28,57 |
| 2024 | World Athletics Relays                  | Nassau      | sztafeta 4 × 400 m         | repasaże    | 3:27,76 |
| 2024 | World Athletics Relays                  | Nassau      | sztafeta mieszana          | eliminacje  | 3:16,56 |
| 2024 | Mistrzostwa Europy                      | Rzym        | sztafeta mieszana          | 6. miejsce  | 3:14,24 |
| 2024 | Igrzyska olimpijskie                    | Paryż       | bieg na 400 m              | repesaże    | 52,15   |
| 2025 | Halowe mistrzostwa Europy               | Apeldoorn   | bieg na 400 m              | półfinał    | 52,74   |
| 2025 | Halowe mistrzostwa Europy               | Apeldoorn   | sztafeta 4 × 400 m         | 3. miejsce  | 3:25,31 |
| 2025 | I dywizja drużynowych mistrzostw Europy | Madryt      | bieg na 400 m              | 8. miejsce  | 51,68   |

## Rekordy życiowe
- bieg na 400 metrów (stadion) – 50,92 (20 sierpnia 2023, Budapeszt)
- bieg na 400 metrów (hala) – 51,41 (18 lutego 2024, Ostrawa)
- bieg na 400 metrów przez płotki – 56,78 (16 czerwca 2019, Praga)

19 sierpnia 2023 w Budapeszcie Vondrová biegła na ostatniej zmianie czeskiej sztafety mieszanej 4 × 400 metrów, która wynikiem 3:11,98 ustanowiła aktualny rekord kraju w tej konkurencji.
9 marca 2025 w Apeldoorn Vondrová biegła na ostatniej zmianie czeskiej sztafety 4 × 400 metrów, która wynikiem 3:25,31 ustanowiła aktualny halowy rekord kraju w tej konkurencji.